# Pete Smith (cestista)
Pete Smith (1947) è un ex cestista statunitense, professionista nella ABA.

## Carriera
Venne selezionato dai Buffalo Braves al tredicesimo giro del Draft NBA 1971 (197ª scelta assoluta).
Disputò 5 partite con i San Diego Conquistadors nella stagione ABA 1972-73.